# José Paulo de Souza
José Paulo de Souza, mais conhecido como Carioca, foi um futebolista brasileiro que atuava como atacante. Revelado pelo Sete de Setembro, logo foi contratado pelo Cruzeiro. Após uma partida contra o Bahia, em que Carioca teve ótima atuação, chamou atenção dos dirigentes baianos e foi contratado pelo tricolor em 1959. Ficou poucos meses no clube, porque quis voltar a Belo Horizonte. Para isso, o Bahia exigiu que ele devolvesse as luvas que recebera, como isso não ocorreu, Carioca foi impedido de seguir a carreira. Faleceu em junho de 2015, por conta de um câncer de pâncreas. Até o fim de sua vida, Carioca se queixava de não ser lembrado pelo clube baiano como ganhador do Campeonato Brasileiro de 1959, torneio em que atuou duas vezes e fez um gol.

## Títulos
Bahia
- Campeonato Brasileiro: 1959